# Heltuss
Heltuss (Protobryum bryoides) är en bladmossart som först beskrevs av James Jacobus J. Dickson, och fick sitt nu gällande namn av William Mitten. Heltuss ingår i släktet Protobryum, och familjen Pottiaceae. Enligt den svenska rödlistan är arten nära hotad i Sverige. Arten förekommer i Götaland, Gotland, Öland, Svealand och Nedre Norrland. Artens livsmiljö är jordbrukslandskap.